# Moussoro
Moussoro   este un oraș  în  partea cetrală a Ciadului,  centru administrativ al regiunii  Barh el Ghazel.